# サイレンサー (映画)
『サイレンサー』（原題: Shadowboxer）は、2005年のアメリカ映画。監督は『プレシャス』でアカデミー賞を獲得したリー・ダニエルズ。
2006年の女性映画批評家協会賞で、恥辱の殿堂を獲得し、また同年ブラック・ムービー・アワードにもノミネートされた。

## ストーリー
女殺し屋のローズは、引退前の最後の仕事として、組織のボスであるクレイトンから、彼の妻ヴィッキーの暗殺依頼を受ける。ローズはパートナーで恋人でもあるマイキーと、ヴィッキーの暗殺に向かうが、銃を向けるとヴィッキーは破水してしまう。母性本能にかられたローズは、思わずターゲットであるヴィッキーの出産を助けてしまう。
クレイトンの復讐から逃れるため、ローズとマイキー、そしてヴィッキーと生まれた赤子の4人は、不思議な関係の共同生活を送る。

## キャスト
※（）は日本語吹き替え
- ローズ（女殺し屋） - ヘレン・ミレン（一城みゆ希）
- マイキー（ローズのパートナー） - キューバ・グッディング・ジュニア（大川透）
- クレイトン（組織のボス） - スティーヴン・ドーフ（咲野俊介）
- ヴィッキー（クレイトンの妻） - ヴァネッサ・フェルリト（湯屋敦子）
- ニーシャ（ヴィッキーの親友） - メイシー・グレイ
- Dr.ドン（闇医者） - ジョセフ・ゴードン＝レヴィット
- プレシャス（Dr.ドンの恋人・看護婦） - モニーク
- 若い頃のローズ - ウェンディ・バロン

## 評価
レビュー・アグリゲーターのRotten Tomatoesでは58件のレビューで支持率は17%、平均点は4.10/10となった。Metacriticでは15件のレビューを基に加重平均値が33/100となった。